# Дегустация

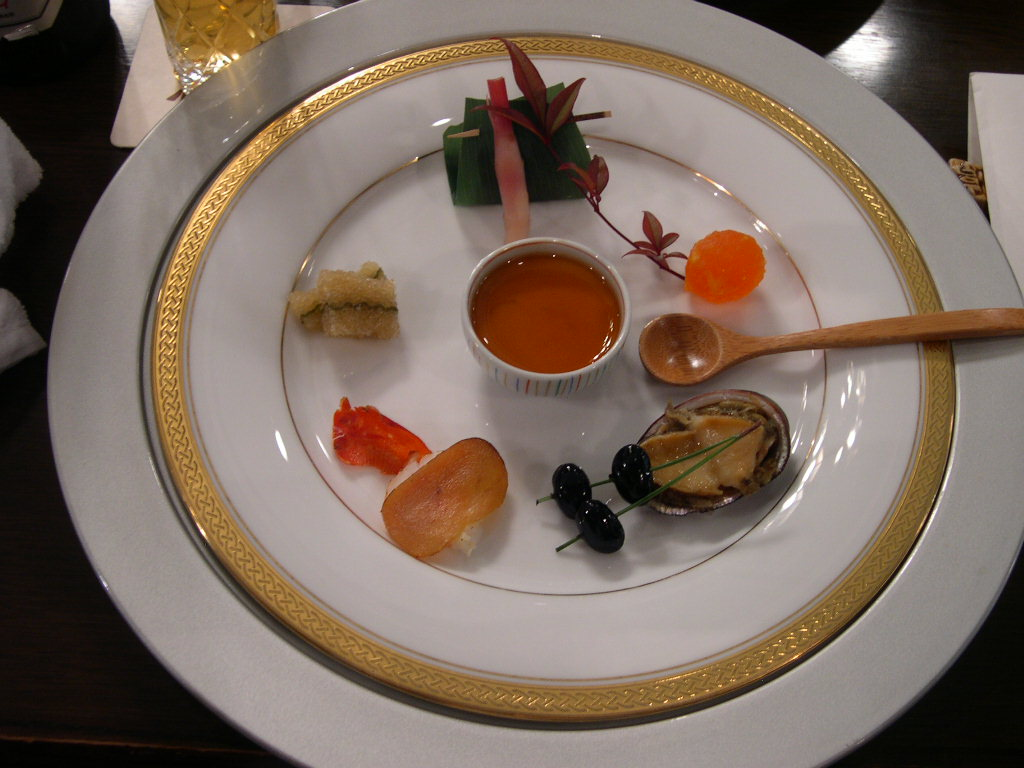
Дегустационное меню японского ресторана

Дегуста́ция (от лат. degustare, дословно — «пробовать на вкус») в кулинарии — внимательное органолептическое оценивание пищевого продукта с акцентом на вкусовых ощущениях. При дегустации некоторых продуктов оцениваются также их ароматические и визуальные особенности. Дегустироваться может как один продукт, так и выборка продуктов (как одного типа, так и разных типов). Дегустации бывают как индивидуальными, так и в группах.
Бесплатные дегустации часто используются как средство стимулирования сбыта, выведения нового товара на рынок. Они результативны для недорогих товаров с коротким циклом покупки. Обычно товар предлагают бесплатно продегустировать непосредственно в месте его продажи. Рестораны премиального уровня часто предлагают (за плату) маленькие порции наиболее знаковых для ресторана блюд, как правило, выложенные на одной тарелке, — это называется «дегустационным меню».
Наиболее древние и богатые традиции имеет дегустация вина, которой занимаются профессиональные дегустаторы (винные критики, сомелье). Вино полагается оценить на цвет и прозрачность, понюхать, попробовать, разболтав глоток во рту, и (в случае с профессиональными дегустаторами) сплюнуть. Для получения беспристрастных результатов часто проводятся «слепые» дегустации, где названия вин не сообщаются дегустатору. По результатам дегустации винные критики проставляют винам оценки. После пробы каждого напитка его полагается запить водой, чтобы восстановить вкусовые рецепторы. Многие винодельни имеют специальные парадные помещения для приёма винных туристов и проведения любительских дегустаций. Дегустация обычно проводится от наиболее лёгких вин к самым насыщенным и полнотелым.
Дегустация виски, других крепких алкогольных напитков и пива следует тем же общим принципам, но имеет свои особенности. Так, дегустации пива обычно устраиваются по тематическому принципу, темой может быть пшеничное пиво, стауты, пейл-эль, бельгийское пиво. Проведение дегустации алкоголя предполагает использование специальной утвари, включая металлическую плевательницу. Французские крестьяне для вкусовой проверки алкоголя на зрелость традиционно используют металлическую плошку — тастевин (tastevin).
Во время дегустации чая и кофе часто предлагается визуально оценить не только сам напиток, но и сырьё для его приготовления: чайные листья или кофейные зёрна, их размер, цвет и форму. Утверждается, что наиболее опытные профессионалы-дегустаторы кофе в состоянии определить страну и даже плантацию, с которой был собран оцениваемый кофе. Для получения объективного результата все оцениваемые образцы кофе должны быть одного помола и одной степени обжарки. Подробнее см. дегустация кофе.
Путём тестирования образцов покупателям нередко предлагается выбрать сыр или шоколад. Наиболее дорогие марки шоколада и острые сорта сыра принято пробовать в последнюю очередь.

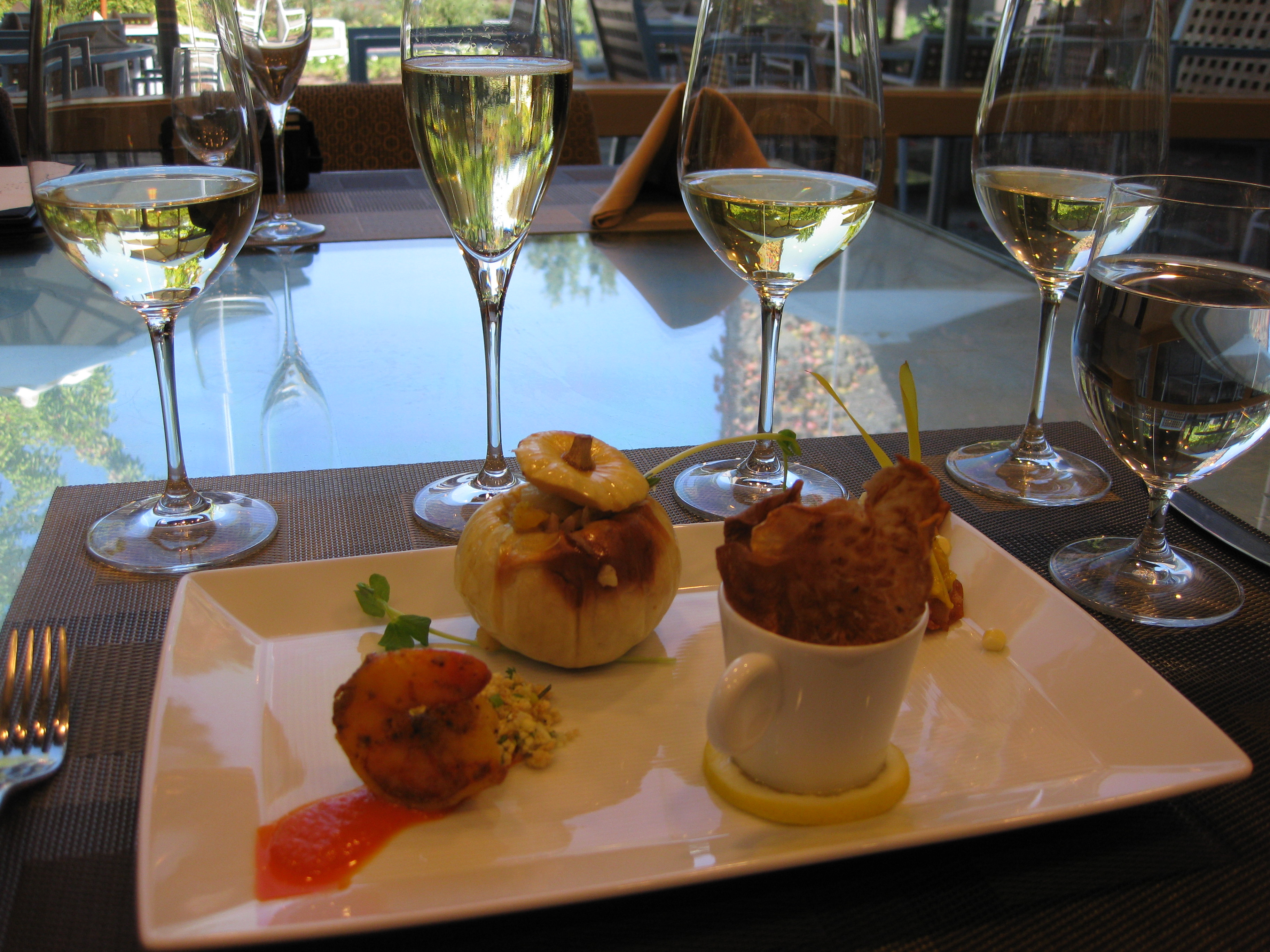
Продукты для дегустации
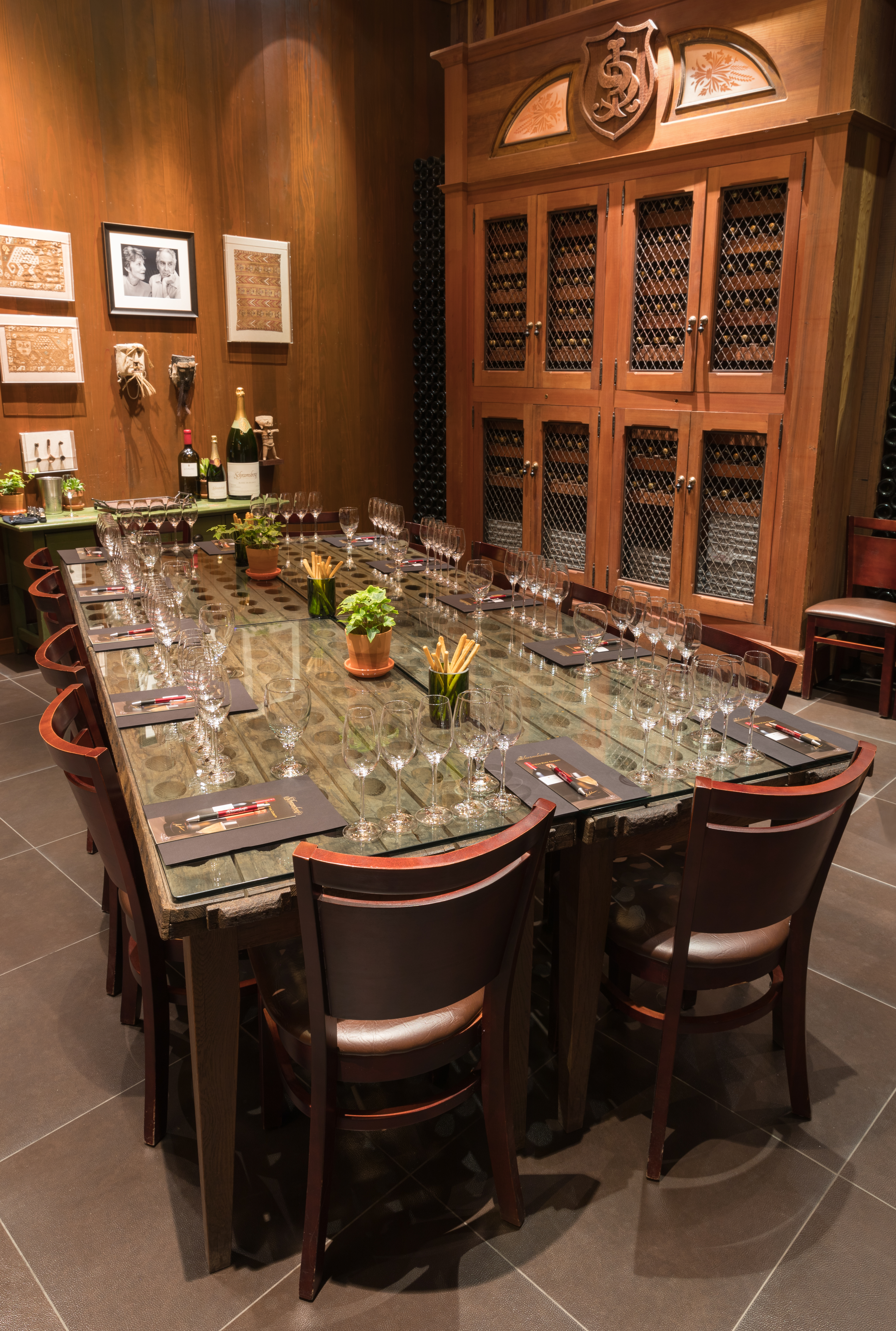
Дегустационный зал винодельни
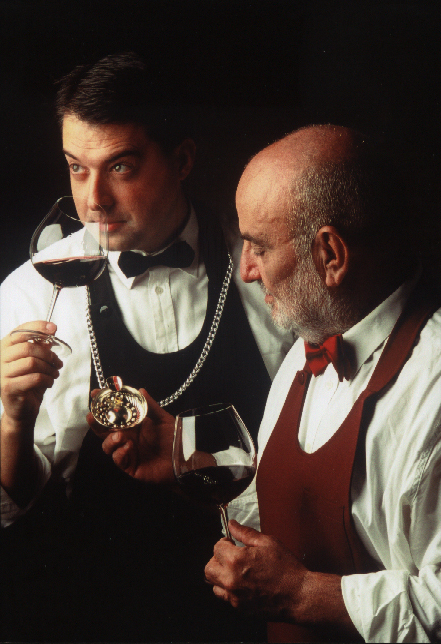
Сомелье за работой
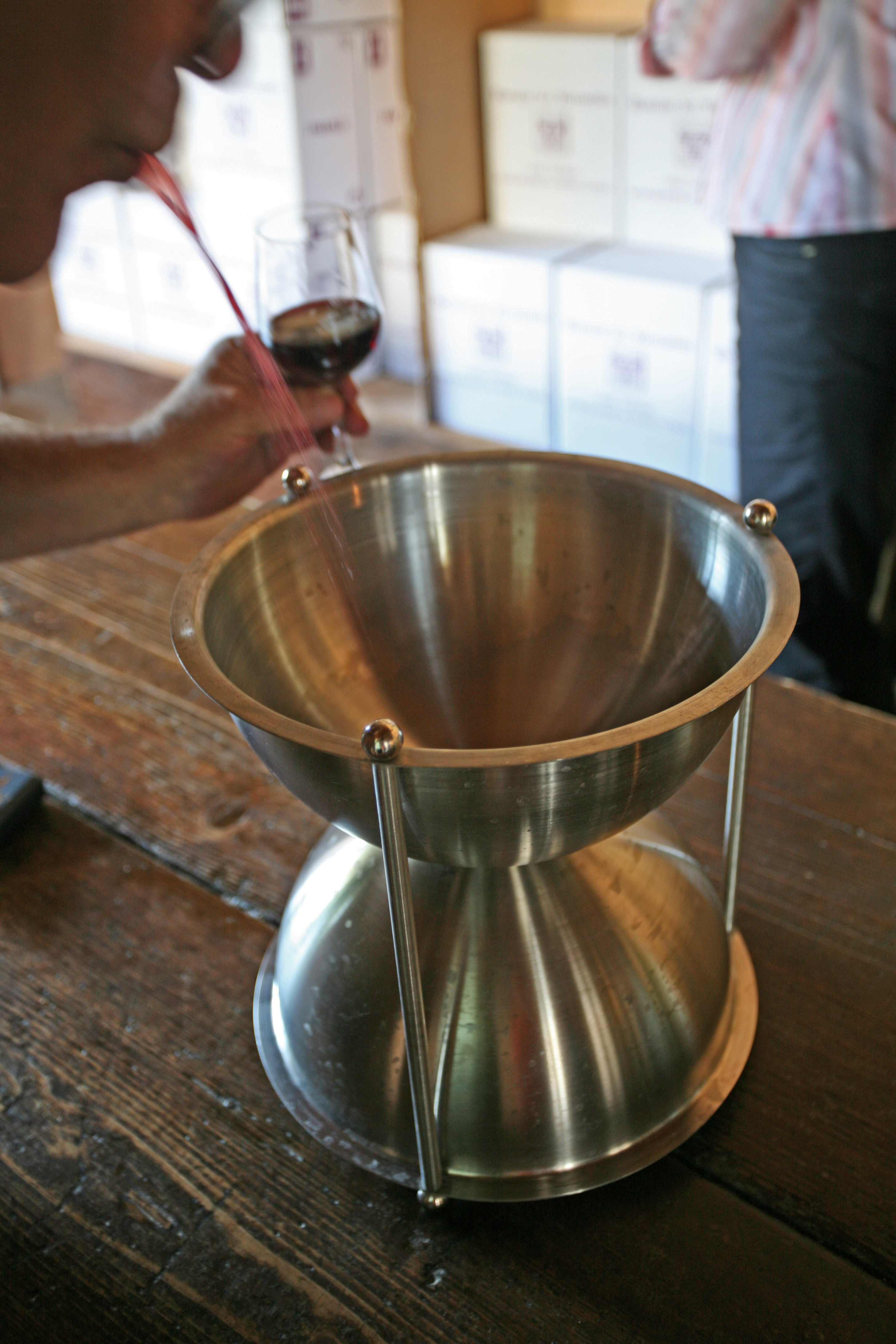
Сплёвывание вина после дегустации
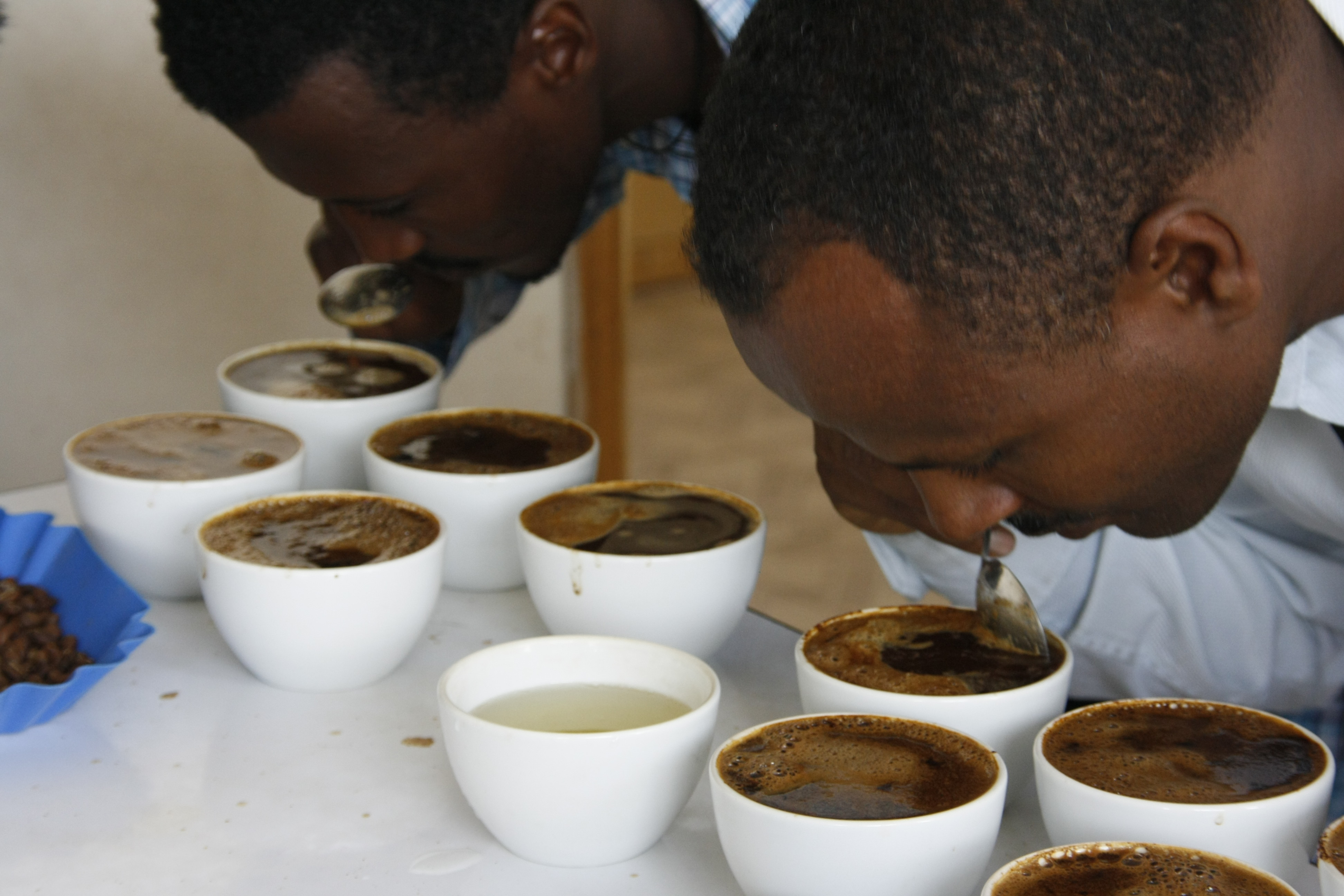
Дегустаторы кофе в Эфиопии